# Žiga Pagon
Žiga Pagon (* 14. November 1986) ist ein slowenischer Naturbahnrodler. Er startet vorwiegend im Einsitzer und zählt zu den international erfolgreichsten Naturbahnrodlern seines Landes. In Weltcuprennen fuhr er bisher fünfmal unter die schnellsten zehn, davon viermal im Einsitzer und einmal im Doppelsitzer. Bei Welt- und Europameisterschaften ist sein bestes Ergebnis ein achter Rang in Latsch 2005.

## Karriere
Žiga Pagon wohnt in Tržič und gehört dem Rodelclub SAK Podljubelj an. Von 2002 bis 2006 startete er bei internationalen Juniorenmeisterschaften, wo er zumeist Platzierungen in den Top 20 erreichte und sein bestes Resultat mit Platz sechs bei der Juniorenweltmeisterschaft 2005 in Kandalakscha erzielte. Zu Beginn der Saison 2002/2003 bestritt er seine ersten beiden Weltcuprennen, bei denen ein 20. Platz im Auftaktrennen in Völs sein bestes Ergebnis war. Im nächsten Winter kam er ebenfalls bei zwei Weltcuprennen zum Einsatz und erreichte zu Saisonende in Aurach bereits einen zwölften Platz. Nachdem er für die Weltmeisterschaft 2003 in Železniki zwar gemeldet war, aber nicht startete, gab er bei der Europameisterschaft 2004 in Hüttau sein Debüt bei internationalen Titelkämpfen in der Allgemeinen Klasse und fuhr auf Rang 23.
In den nächsten drei Jahren nahm Pagon regelmäßig an Weltcuprennen teil und erzielte immer das beste Gesamtresultat der bis zu sieben Slowenen, die in diesen Jahren im Weltcup starteten. In der Saison 2004/2005 platzierte er sich in allen sechs Weltcuprennen zwischen Rang zwölf und Rang 15 und wurde damit Zwölfter im Gesamtweltcup. Außerdem erreichte er beim Interkontinentalcuprennen in Železniki den zweiten Platz und erzielte im nächsten Winter in Jesenice ebenfalls Rang zwei. Sein erstes Top-10-Ergebnis im Weltcup gelang ihm am 15. Januar 2006 mit Platz acht in Kindberg, womit er in der Saison 2005/2006 den elften Platz und damit sein bisher bestes Resultat im Gesamtweltcup erreichte. Ebenfalls ein Top-10-Ergebnis, der neunte Platz am 9. Februar 2007 in Moos in Passeier, gelang ihm in der Saison 2006/2007; im Gesamtweltcup wurde er 13. In diesem Winter nahm Žiga Pagon zusammen mit dem sechs Jahre älteren Borut Kralj auch an Weltcuprennen im Doppelsitzer teil, erzielte dabei aber keine vorderen Platzierungen. Das beste Resultat war ein neunter Platz zu Saisonbeginn in Latsch, im Gesamtweltcup wurden sie Zwölfte. Borut Kralj beendete danach seine Karriere und Žiga Pagon ist seither wieder ausschließlich im Einsitzer am Start.
Bei den internationalen Titelkämpfen feierte Žiga Pagon seinen bisher größten Erfolg im Winter 2004/2005, als er bei der Weltmeisterschaft 2005 in Latsch den achten Platz erreichte und damit nach dem sechsten Rang von Borut Kralj im Jahr 2003 erst der zweite slowenische bzw. jugoslawische Naturbahnrodler war, der bei Weltmeisterschaften unter die besten zehn fuhr. Wiederholen konnte er dieses Ergebnis vorerst nicht, denn sowohl bei der Weltmeisterschaft 2007 in Grande Prairie als auch bei den Europameisterschaften 2006 in Umhausen und 2008 in Olang belegte er jeweils Platz 21 – war dabei aber immer bester Slowene. Bei der Weltmeisterschaft 2007 starteten Žiga Pagon und Borut Kralj auch im Doppelsitzer, wurden aber ebenso wie drei andere Paare wegen zu warmer Schienen an ihrer Rodel disqualifiziert. Das Duo Kralj/Pagon startete auch im Mannschaftswettbewerb, kam zusammen mit Nina Bučinel und Miha Meglič aber nur auf den achten und letzten Platz.
In den Saisonen 2007/2008 und 2008/2009 nahm Pagon nur an drei bzw. zwei Weltcuprennen teil, weshalb er im Gesamtklassement weit zurückfiel. Sein bestes Weltcupergebnis in diesen Jahren war ein zwölfter Platz am 18. Januar 2009 in Umhausen. Im Interkontinentalcup gewann er am 26. Januar 2009 ein Rennen in Jesenice, im nächsten Winter wurde er dort Zweiter. Bei der Weltmeisterschaft 2009 in Moos in Passeier erzielte er Rang 16. Im Winter 2009/2010 nahm Pagon wieder an fünf der sechs Weltcuprennen teil und erreichte am 17. Dezember 2009 mit Platz sieben im Auftaktrennen in Nowouralsk sein bisher bestes Weltcupergebnis. Im Gesamtweltcup erzielte er damit Platz 13 und war wieder – zum insgesamt vierten Mal – bester Slowene. Auch bei den Titelkämpfen war Žiga Pagon mit Platz 13 bei der Europameisterschaft 2010 in St. Sebastian zum bereits sechsten Mal in Folge bester seines Landes.
Bei der Weltmeisterschaft 2011 in Umhausen belegte Žiga Pagon, abermals als bester Slowene, den 18. Platz im Einsitzer. Im Weltcup nahm er in der Saison 2010/2011 nur am letzten Rennen in Olang teil, das er auf dem achten Platz beendete. Auch in der Saison 2011/2012 startete er nur in einem Weltcuprennen: In Železniki fuhr er auf Platz elf.

## Erfolge

### Weltmeisterschaften
- Latsch 2005: 8. Einsitzer
- Grande Prairie 2007: 21. Einsitzer, 8. Mannschaft
- Moos in Passeier 2009: 16. Einsitzer
- Umhausen 2011: 18. Einsitzer

### Europameisterschaften
- Hüttau 2004: 23. Einsitzer
- Umhausen 2006: 21. Einsitzer
- Olang 2008: 21. Einsitzer
- St. Sebastian 2010: 13. Einsitzer

### Juniorenweltmeisterschaften
- Gsies 2002: 15. Einsitzer
- Kindberg 2004: 12. Einsitzer
- Garmisch-Partenkirchen 2006: 14. Einsitzer

### Junioreneuropameisterschaften
- Kreuth 2003: 20. Einsitzer
- Kandalakscha 2005: 6. Einsitzer

### Weltcup
- Viermal unter den besten 15 im Einsitzer-Gesamtweltcup
- Vier Top-10-Platzierungen in Einsitzer-Weltcuprennen
- Eine Top-10-Platzierung in Doppelsitzer-Weltcuprennen